# Polski Związek Tenisa Stołowego
Polski Związek Tenisa Stołowego (PZTS) jest sportową organizacją powstałą 1 listopada 1931 roku w Łodzi, mającą na celu organizowanie rozgrywek i popularyzację tenisa stołowego w Polsce. PZTS, jak wszystkie inne narodowe związki tenisa stołowego, jest podległy Międzynarodowej Federacji Tenisa Stołowego (ITTF).
Pierwsze ogólnopolskie zawody drużynowe o randze mistrzowskiej przeprowadzono w Łodzi (1932 r.), a indywidualne – we Lwowie (1933 r.).

## Zarząd PZTS
- Prezes PZTS – Dariusz Szumacher
- Wiceprezes PZTS ds. organizacyjnych – Robert Wielgosz
- Wiceprezes PZTS ds. sportowych – Zbigniew Leszczyński
- Skarbnik PZTS – Sebastian Jagiełowicz
- Członek Prezydium PZTS – Tadeusz Nowak